# Versus (манґа, 2022)
Versus (яп. バーサス, Bāsasu, укр. Протистояння) — японська щомісячна серія манґи, написана One, проілюстрована Кьотаро Адзумою та оформлена Bose. 26 листопада 2022 року вона почала публікуватися в журналі Monthly Shōnen Sirius.

## Сюжет
Дія відбувається у фентезійному світі, де люди зазнають нападів і пригнічення протягом сотень років після появи їхнього природного ворога — демонів, якими керують Повелитель Демонів і 47-м Королів Демонів. За цей час люди зібрали 47 героїв, які об'єднали свої сили, щоб дати відсіч демонам, і почали відчайдушну боротьбу за виживання.

## Публікація

### Список томів
| - 1. «Остання надія», «最後の望み» - 2. «Між двох вогнів», «挟まれる人類» - 3. «Поєднаний світ», «融合した世界» - 4. «Промінь надії», «一筋の光明» |

| - 5.1 «Спільні сили людства (1 частина)», «全人類連合軍(前編)» - 5.2 «Спільні сили людства (2 частина)», «全人類連合軍(後編)» - 6. «Герой Аріо», «勇者アリオ» - 7. «Напередодні операції "Харроу"», «ハロゥ作戦決行前» - 8. «Протистояння велетням», «巨人族との対峙» - 9.1. «Протистояння велетнів і "нових" людей (1 частина)», «巨人族VS.新人類 (前編)» - 9.2. «Протистояння велетнів і "нових" людей (2 частина)», «巨人族VS.新人類 (後編)» |

| - 10.1. «Битва за базу людства (1 частина)», «人類拠点防衛戦 (前編)» - 10.1. «Битва за базу людства (2 частина)», «人類拠点防衛戦 (後編)» - 11. «Загарбники з космосу», «宇宙からの侵略者» - 12. «Демони проти інопланетян», «魔族VS.宇宙人» - 13. «Небесна присутність», «天存在» - 14. «Життя, яке потрібно врятувати», «繋ぐべき命» |

| - 15. «Імітація людини», «ニンゲンの真似事» - 16. «Загроза паразитів», «パラサイトの脅威» - 17. «Безладний натовп», «烏合の衆» - 18. «Хлопець із зеленого лісу», «緑の森の少年» - 19.1. «Король демонів проти ... (1 частина)», «魔王 VS. ... (前編)» - 19.2. «Король демонів проти ... (2 частина)», «魔王 VS. ... (後編)» |

### Розділи ще не у форматі танкобона
5-й том:
- 20. «Влада!!!!!!», «パワー!!!!!!»
- 21. «Ґінбанк проти Діганазали», «大首長ギンバックVS.第23魔王ディーガナザル»
- 22. «Люди», «人間たち»
- 23. «Рінрі з Беззаконня», «無法者のリンリ»
- 24. «Хапання за соломинку (1 частина)», «藁にも縋る(前編)»
- 25. «Хапання за соломинку (2 частина)», «藁にも縋る(後編)»

## Сприйняття
У 2023 році манґа була номінована на Next Manga Award у категорії друкованих видань.